# Otog-Banner

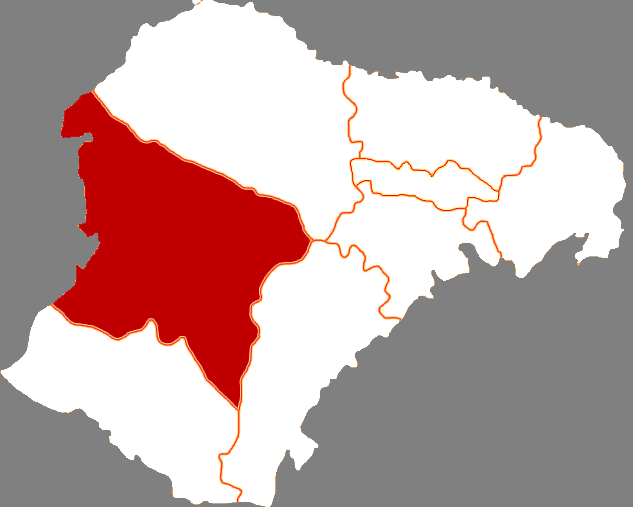
Lage des Otog-Banners in Ordos

Das Otog-Banner (chinesisch 鄂托克旗, Pinyin Ètuōkè Qí; mongolisch ᠣᠲᠣᠭ ᠬᠣᠰᠢᠭᠤ Otoɣ qosiɣu) ist ein Banner der bezirksfreien Stadt Ordos im Südwesten des Autonomen Gebietes Innere Mongolei im mittleren Norden der Volksrepublik China. Es hat eine Fläche von 20.064 km² und zählt 90.000 Einwohner (2004). Sein Hauptort ist die Großgemeinde Ulan (乌兰镇).
Koordinaten: 39° 6′ N, 107° 59′ O